# Oreopanax fontqueranus
Oreopanax fontqueranus är en araliaväxtart som beskrevs av José Cuatrecasas. Oreopanax fontqueranus ingår i släktet Oreopanax och familjen Araliaceae. Inga underarter finns listade.